# Navi Rawat
Navi Rawat, właś. Navlata Rawat (ur. 5 czerwca 1977 w Malibu) – amerykańska aktorka telewizyjna i filmowa.
Jej matka jest z pochodzenia Niemką, ojciec natomiast Hindusem. Ukończyła Tisch School of the Arts na New York University.
Debiutowała w filmie Jack the Dog (2001). Występowała jako Amita w serialu kryminalnym Wzór (2006), a także w serialu Roswell: W kręgu tajemnic jako Shelby Prine (2001) oraz Życie na fali (jako Theresa). W filmie Zbrodnie umysłu (Thoughtcrimes, 2003) zagrała Freyę McAllister, młodą dziewczynę obdarzoną zdolnością odczytywania ludzkich myśli. Początkowo uważana za schizofreniczkę została zwerbowana do Agencji Bezpieczeństwa i tam wykorzystywała swe zdolności do walki z przestępcami.

## Filmografia
- 2003: Zbrodnie umysłu jako Freya Mcallister